# Tren a las Nubes
El Tren a las Nubes (o también llamado Tren de las Nubes) es un servicio ferroviario turístico argentino sobre el ramal C-14 del Ferrocarril General Manuel Belgrano en el tramo que une San Antonio de los Cobres con el viaducto La Polvorilla, sobre la Cordillera de los Andes, a más de 4220 m s. n. m.  (13 845 pies). Desde 2015, el tren se aborda en la localidad de San Antonio de los Cobres y desde allí se realiza el recorrido hasta el Viaducto la Polvorilla. Antiguamente, desde 1948, partía de la ciudad de Salta, atravesando el Valle de Lerma para introducirse en la Quebrada del Toro y llegar hasta la Puna de Atacama.

## Historia

### Trazado del recorrido
La escultora argentina Dolores Candelaria Mora Vega de Hernández a quien conocemos como Lola Mora, participó en la obra del tendido de rieles realizando el trazado del recorrido del Ferrocarril Trasandino del Norte o Huaytiquina, en la actualidad llamado TREN DE LAS NUBES, uno de los principales atractivos turísticos de Argentina.

### Origen del nombre
El apodo "Tren a las nubes" nace a partir de una película realizada por dos estudiantes de la Universidad Nacional de Tucumán durante los primeros años de la década del '60, que hicieron el tramo Salta-Socompa a bordo del tren de pasajeros, que en esos tiempos corría traccionado por vaporeras.

### Ramal turístico

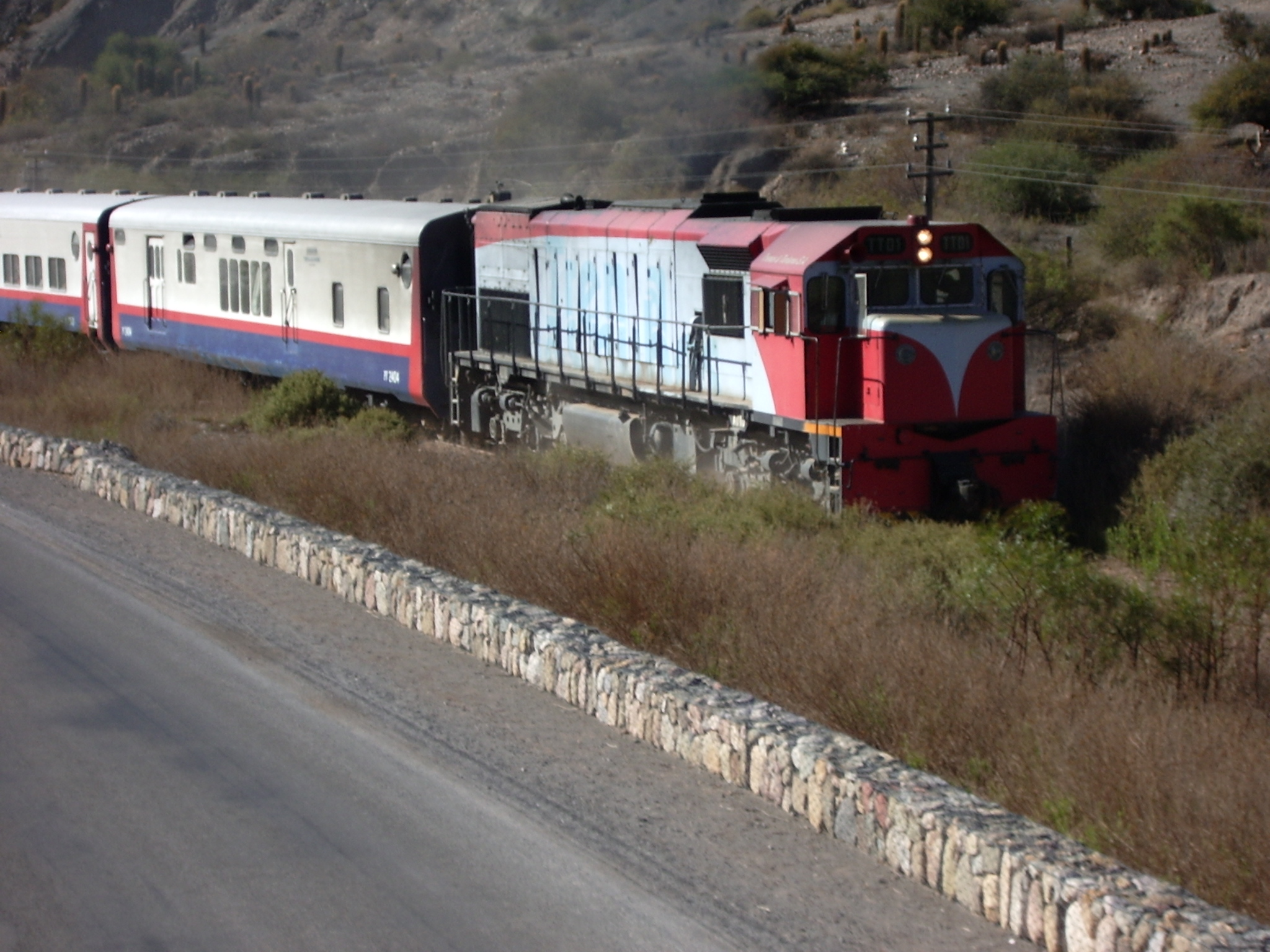
Tren a las Nubes (2004).

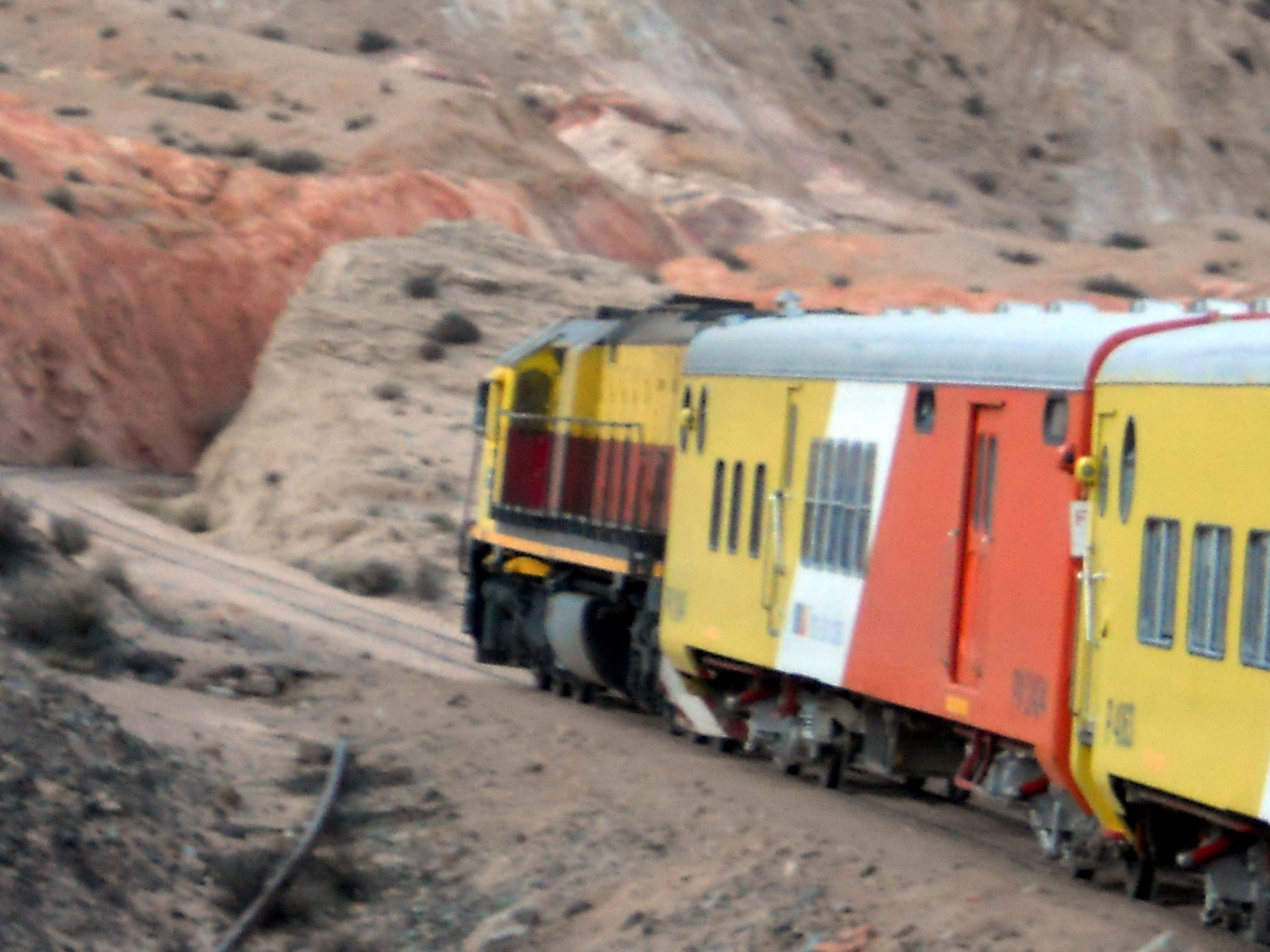
Tren a las Nubes (2011).

El tren como emprendimiento ferroturístico nace por iniciativa de las autoridades del Ferrocarril General Belgrano, quienes en noviembre de 1971 resuelven hacer correr un tren experimental con funcionarios y periodistas.
El 16 de julio de 1972 se realiza el primer viaje turístico de carácter oficial, permaneciendo hasta 1990 en manos de los Ferrocarriles del Estado y, desde 1991, en manos de capitales privados salteños.
La afluencia de pasajeros era al principio escasa, ya que las agencias de Salta preferían vender a los turistas sus propios programas. Recién cuando el periodista argentino Federico B. Kirbus publicó en 1978, en la revista autoclub del Automóvil Club Argentino, una nota titulada "A las Nubes en un Tren", comenzó el interés del público por esta novedosa atracción turística.

## Características

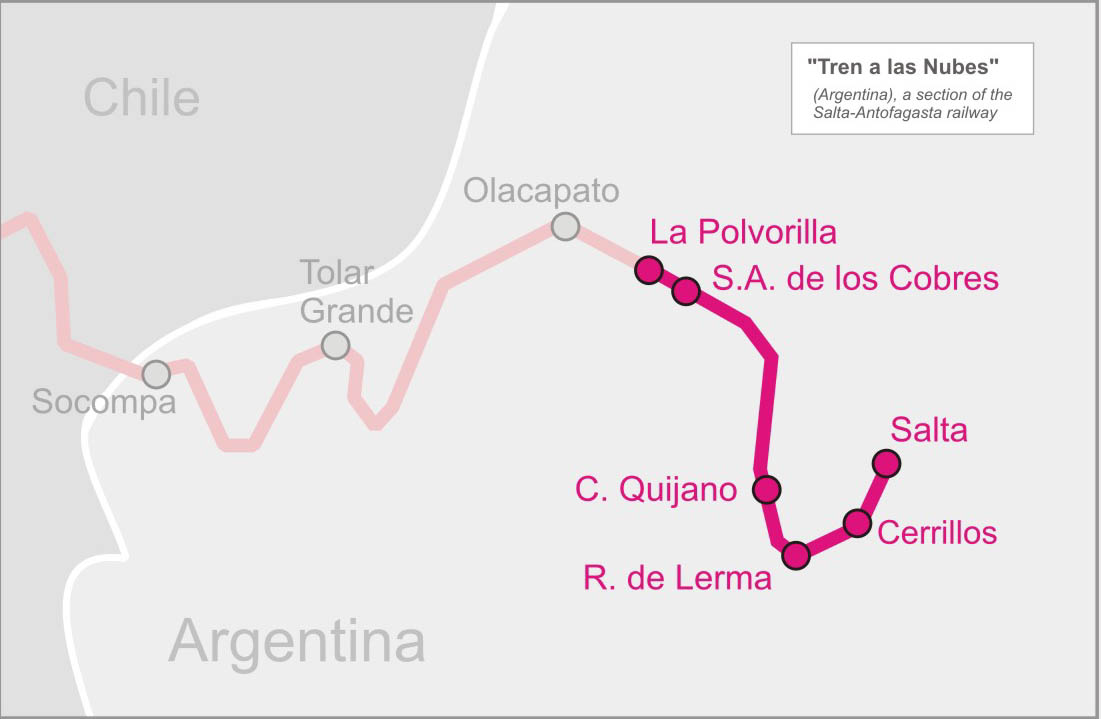
Mapa del recorrido del Tren de las nubes

El tren tiene una capacidad para 468 pasajeros y alcanza una velocidad máxima de 35 km/h en un recorrido de  434 km (entre ida y vuelta).
A fines de 1946, Richard Maury se hizo cargo del proyecto desarrollado por el ingeniero bávaro Josep Heinrich Theodor Rauch, teniendo en cuenta el principio de adherencia de las ruedas del tren a las vías, desechando el sistema de cremallera comúnmente usado para que las formaciones ferroviarias puedan trepar las alturas. No utiliza ruedas dentadas, ni siquiera para las partes más empinadas de la subida, ya que las vías están dispuestas de una manera especial, circulando por un sistema de zigzags y espirales.
Para situaciones de emergencia el tren lleva en cada viaje, además de la locomotora que arrastra la formación, otra adicional.

## Recorrido

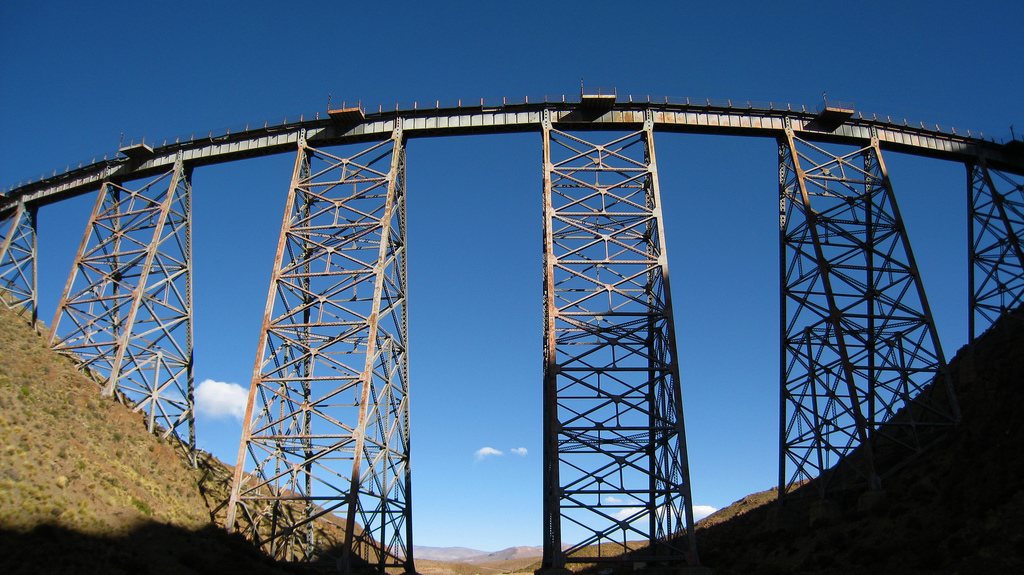
Viaducto La Polvorilla.

Desde 2015, el Tren a las Nubes incluye salida en colectivo desde la ciudad de Salta, recorriendo por la RN 51 las localidades de Campo Quijano y Gobernador Solá hasta llegar al paraje El Alfarcito. Luego el viaje continúa por la Quebrada de las Cuevas y después la llanura de Muñano para llegar a San Antonio de los Cobres.
Allí, los viajeros se trasladan a la Estación de Trenes, donde se embarcarán en el Tren a las Nubes que los llevará al Viaducto la Polvorilla. El recorrido es de una hora hasta el Viaducto, a 4.200 m s. n. m., donde se atraviesa una obra imponente de la ingeniería del siglo XX. Luego de 30 min se inicia el regreso a San Antonio de los Cobres, donde los pasajeros volverán a embarcar en los colectivos para volver a la ciudad de Salta.
Las vías llegan a la altura de 4220 m s. n. m. (13 845 pies), convirtiendo este tramo ferroviario en uno de los más altos del mundo.
El tren cuenta con servicios tales como coche comedor, consultorio médico con provisión de oxígeno gaseoso medicinal, audio, video y guías bilingües, así como seguridad privada y una ambulancia que acompañan al tren.
También se ofrece un recorrido turístico solo en tren, para el cual los pasajeros deberán desplazarse por sus propios medios hasta la estación de San Antonio de los Cobres para abordar el tren.

## Galería

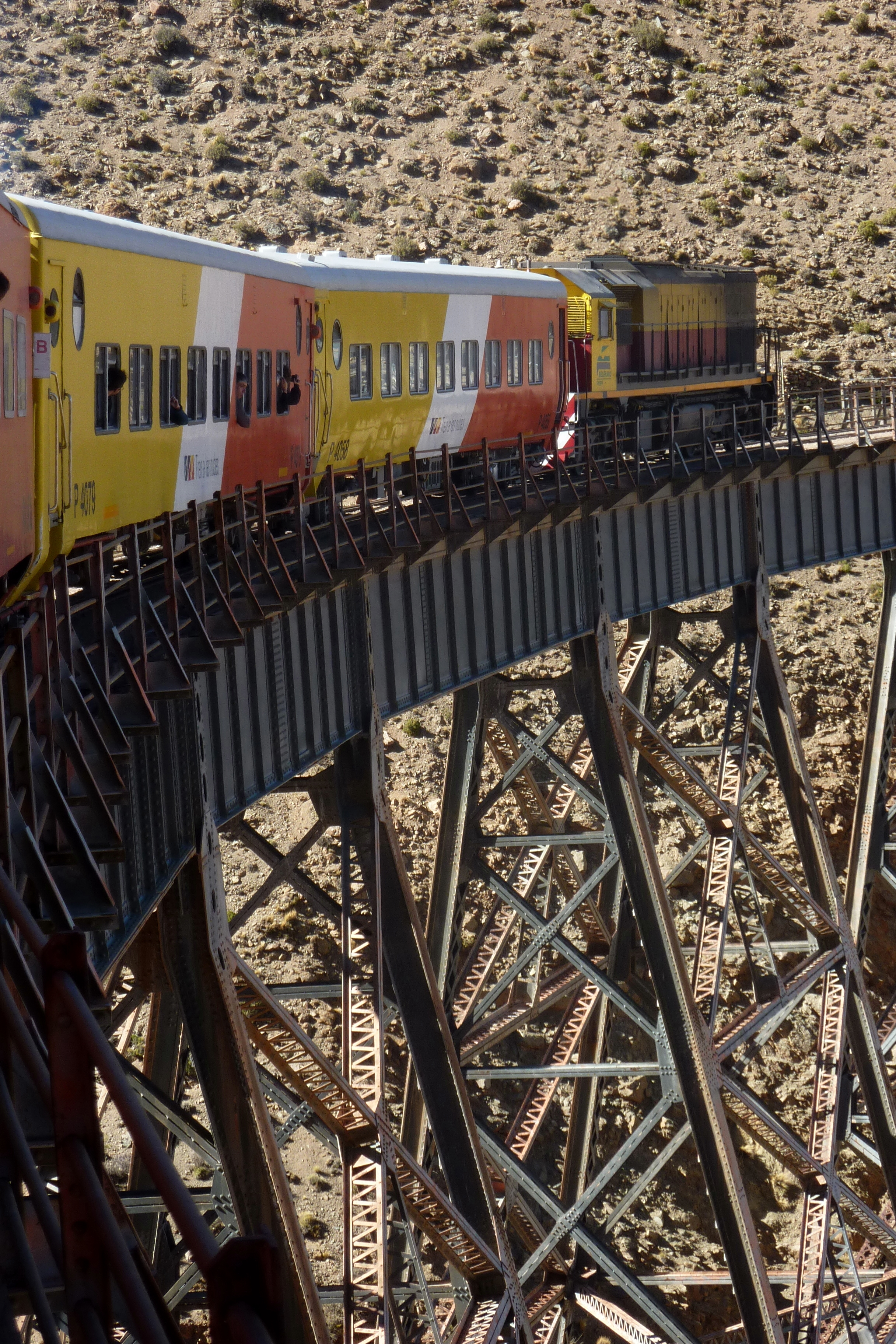
Tren cruzando el Viaducto La Polvorilla
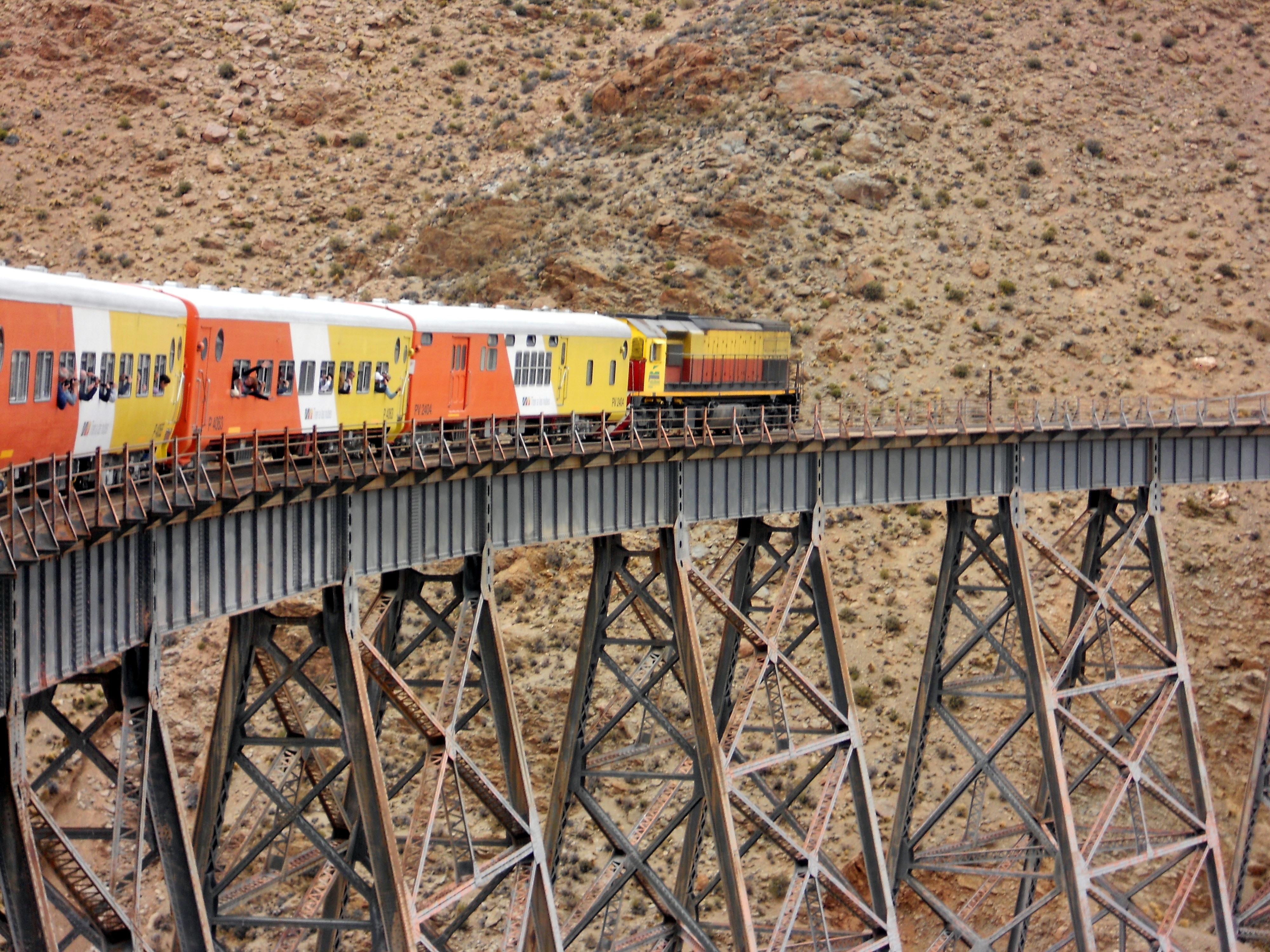
Viaducto La Polvorilla
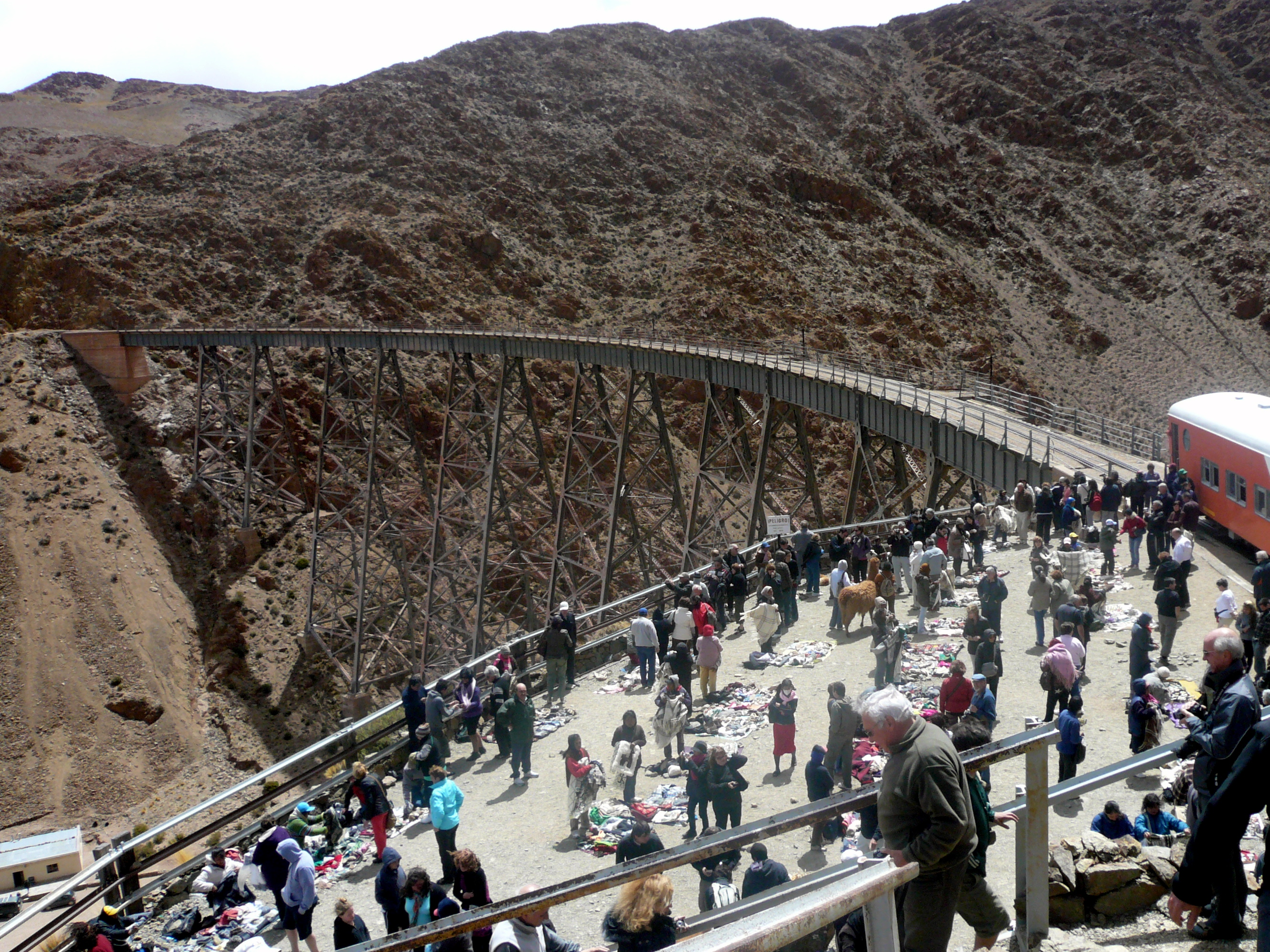
Artesanos
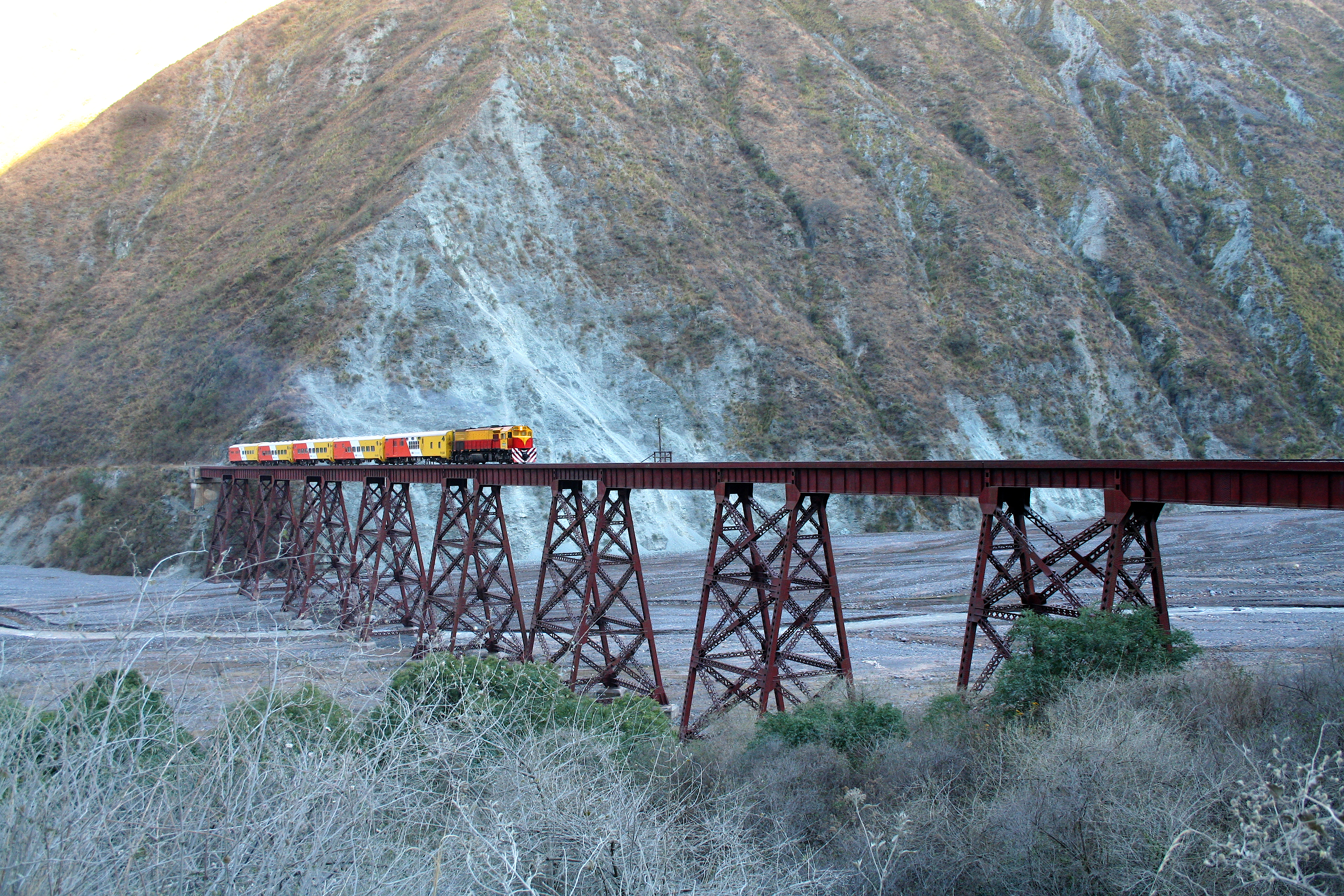
Tren cruzando el 1º viaducto, en la Quebrada del Toro
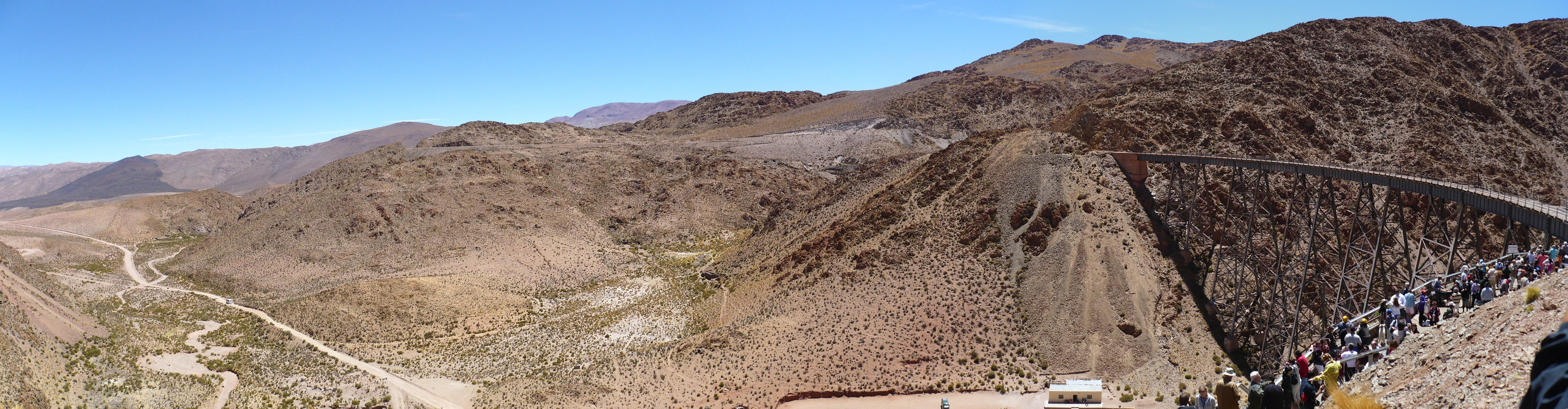
Vista panorámica